# Wellington Classic
Il Wellington Classic è stato un torneo di tennis disputatosi dal 1988 al 1992 a Wellington in Nuova Zelanda. Era conosciuto anche con il nome di Fernleaf Classic. L'evento si giocava su campi in cemento ed oltre ad un torneo maschile era previsto un torneo femminile classificato nella categoria Tier IV. Il torneo maschile era il primo della stagione ed era considerato un test importante prima degli Australian Open. Dopo il 1992 il torneo maschile su retrocesso nella categoria Challenger e si è disputato fino al 1995, mentre quello femminile non venne più disputato. Prima dell'era Open era conosciuto come New Zealand Championhips.

## Montepremi
| Anno | Montepremi |
| ---- | ---------- |
| 1988 | 50 000 $   |
| 1989 | 50 000 $   |
| 1990 | 75 000 $   |
| 1991 | 100 000 $  |
| 1992 | 100 000 $  |

## Albo d'oro

### Singolare maschile
| Anno | Vincitore        | Finalista         | Punteggio               |
| ---- | ---------------- | ----------------- | ----------------------- |
| 1988 | Ramesh Krishnan  | Andrej Česnokov   | 6–7, 6–0, 6–4, 6–3      |
| 1989 | Kelly Evernden   | Shūzō Matsuoka    | 7–5, 6–1, 6–4           |
| 1990 | Emilio Sánchez   | Richey Reneberg   | 6–7, 6–4, 4–6, 6–4, 6–1 |
| 1991 | Richard Fromberg | Lars Jonsson      | 6–1, 6–4, 6–4           |
| 1992 | Jeff Tarango     | Aleksandr Volkov  | 6–1, 6–0, 6–3           |
| 1993 | Byron Black      | Tommy Ho          | 6–4, 4–6, 6–1           |
| 1994 | Todd Woodbridge  | Hendrik Dreekmann | 6–3, 6–3                |
| 1995 | Brett Steven     | Martin Damm       | 6–3, 6–3                |

### Doppio maschile
| Anno | Vincitori                          | Finalisti                      | Punteggio     |
| ---- | ---------------------------------- | ------------------------------ | ------------- |
| 1988 | Dan Goldie Rick Leach              | Broderick Dyke Glenn Michibata | 6–2, 6–3      |
| 1989 | Peter Doohan Laurie Warder         | Rill Baxter Glenn Michibata    | 3–6, 6–2, 6–3 |
| 1990 | Kelly Evernden Nicolás Pereira (1) | Sergio Casal Emilio Sánchez    | 6–4, 7–6      |
| 1991 | Luiz Mattar Nicolás Pereira (2)    | John Letts Jaime Oncins        | 4–6, 7–6, 6–2 |
| 1992 | Jared Palmer Jonathan Stark        | Michiel Schapers Daniel Vacek  | 6–3, 6–3      |
| 1993 | Paul Annacone Byron Black          | Mark Knowles Roger Smith       | 6–2, 7–6      |
| 1994 | Martin Blackman Kenny Thorne       | Sandon Stolle Simon Youl       | 6–7, 6–3, 6–4 |
| 1995 | Mark Knowles Daniel Nestor         | Tommy Ho Kenny Thorne          | 1–6, 6–4, 7–6 |

### Singolare femminile
| Anno | Nome del torneo                | Vincitrice        | Finalista        | Punteggio        |
| ---- | ------------------------------ | ----------------- | ---------------- | ---------------- |
| 1988 | Fernleaf Classic               | Jill Hetherington | Katrina Adams    | 6–1, 6–1         |
| 1989 | Fernleaf Classic               | Conchita Martínez | Jo-Anne Faull    | 6–1, 6–2         |
| 1990 | Fernleaf International Classic | Wiltrud Probst    | Leila Meskhi     | 1–6, 6–4, 6–0    |
| 1991 | Fernleaf Butter Classic        | Leila Meskhi      | Andrea Strnadová | 3–6, 7–6(3), 6–2 |
| 1992 | Fernleaf Butter Classic        | Noëlle van Lottum | Donna Faber      | 6–4, 6–0         |

### Doppio femminile
| Anno | Nome del torneo                | Vincitrici                       | Finaliste                             | Punteggio     |
| ---- | ------------------------------ | -------------------------------- | ------------------------------------- | ------------- |
| 1988 | Fernleaf Classic               | Patty Fendick Jill Hetherington  | Belinda Cordwell Julie Richardson     | 6–3, 6–3      |
| 1989 | Fernleaf Classic               | Elizabeth Smylie Janine Thompson | Tracey Morton-Rodgers Heidi Sprung    | 7–6, 6–1      |
| 1990 | Fernleaf International Classic | Natalija Medvedjeva Leila Meskhi | Michelle Jaggard-Lai Julie Richardson | 6–3, 2–6, 6–4 |
| 1991 | Fernleaf Butter Classic        | Jo-Anne Faull Julie Richardson   | Belinda Borneo Clare Wood             | 2–6, 7–5, 7–6 |
| 1992 | Fernleaf Butter Classic        | Belinda Borneo Clare Wood        | Jo-Anne Faull Julie Richardson        | 6–0, 7–6      |